# Abraham ibn Dawd Halevi
Pour les articles homonymes, voir Halevi et Rabad.
Abraham ibn Dawd Halevi (hébreu : אברהם אבן דאוד הלוי Avraham ibn Dawûd Halevi), dit le Ravad de Tolède, est un rabbin, médecin, historien et philosophe andalou du XIIe siècle (Cordoue, 1110 - Tolède, 1180).

## Éléments biographiques
Abraham ibn Dawd descend par sa mère d'une famille d'érudits et est éduqué par son oncle maternel, qui assure selon ses dires d'importantes charges communautaires à Cordoue. Il reçoit vraisemblablement une éducation andalouse typique, baignée de tradition juive et de culture gréco-musulmane.
On le retrouve ensuite à Tolède où il s'est probablement réfugié devant l'avancée des conquérants almohades. Selon une tradition fréquemment répétée, il meurt en martyr.
Il pourrait être identique à Ioannes (Jean) Avendehut ou Avendauth, collaborateur de Dominique Gundissalvi pour la traduction de nombreuses œuvres de l'arabe au latin.

## Œuvres

### La Foi puissante
Contemporain de Maïmonide, Ibn Dawd l'a précédé dans l'intégration de la philosophie aristotélicienne à la tradition juive.
Son grand-œuvre, al-Aqida al-Rafi'a (La Foi Puissante), a été traduit en hébreu sous le titre d’HaEmouna HaRama (« la foi exaltée »). Il y encourage ceux qui en doutent à l'étude de la philosophie, vantant les bienfaits qu'elle procure à l'âme et montrant le rapprochement qu'elle permet d'effectuer vis-à-vis de la religion.
Le traité, de lecture malaisée, est rapidement supplanté par le Guide des Egarés de Maïmonide.
Destiné essentiellement « à l'intention de ceux qui doutent », il s'adresse à un ami auquel l'auteur explique la notion de libre-arbitre, et que rien dans le Judaïsme ne s'oppose à la raison. Le conflit entre foi et raison n'est qu'apparent, puisque les deux sont identiques dans leur essence.
Dans son 1er traité, il commence par expliquer les notions aristotéliciennes de physique, métaphysique et psychologie. Il cite ensuite des versets qui, selon lui, font allusion à ces notions.
Dans son deuxième traité, il les utilise pour expliquer certains sujets : l'existence de Dieu, Son Unité, Ses attributs, Ses actions (y compris la Création), la prophétie et l'interprétation allégorique de termes comparant Dieu à Ses créatures (autrement dit, les expressions anthropomorphistes).
Son troisième traité fait part de considérations éthiques.
Afin de produire une preuve de l'existence de Dieu, ibn Dawd utilise :
- la preuve aristotélicienne du mouvement, selon laquelle l'analyse du mouvement dans le monde conduit à percevoir la Cause Première ;
- la preuve avicénienne de la nécessité et de la contingence, le caractère contingent du monde menant à un Être nécessaire en Lui-même. Dieu, en tant qu'Existant nécessaire, est Un, à la fois au sens d'unicité et à celui de simplicité. Les attributs qu'on donne à Dieu ne peuvent avoir de signification positive, ils doivent être compris comme des relations ou des négations.

Si, comme Aristote, il pense que tout changement ou accident suppose une matière sous-jacente, il se démarque de lui en professant que Dieu a créé une première matière, en conséquence de quoi le monde ne peut être éternel.
Par ailleurs, s'il cite la doctrine de l'émanation pour expliquer la création du monde, il précise que l'émanation ne provient pas d'une nécessité mais est au contraire la manifestation du libre-arbitre de Dieu.
Sa doctrine psychologique est plus proche d'Avicenne que d'Aristote : il croit comme le premier que l'intellect humain est une substance individualisée, non rattachée au corps. C'est donc comme un tout que cette substance acquiert l'immortalité, et non pas le seul « intellect acquis ». L'« Intellect Agent », la plus basse des intelligences célestes, est ce qui permet le renouvellement de l'esprit humain, ainsi que l'accession à la prophétie
Enfin, ibn Dawd estime qu'afin de préserver le libre-arbitre de l'homme, il faut admettre à celui-ci que la connaissance de Dieu est limitée.
Œuvres :
- Gloses sur le Rambam.
- Sefer ha-Qabala (Le livre de la tradition) est un ouvrage historique retraçant la transmission de la Torah depuis Moïse, à partir des sources talmudiques (dans un contexte de lutte contre le Karaïsme). On mentionnera également une datation assez précise sur l'époque de Jésus de Nazareth, d'après les sources talmudiques.
- Parmi ses autres œuvres, on connaît un pamphlet sur les Karaïtes, ainsi que deux ouvrages historiques de moindre importance :
  - Divrei Malkhei Israël Babayith Cheni (Histoire des Rois juifs au temps du Second Temple)
  - Zikhron Divrei Rom (Histoire de la communauté juive de Rome).

### Œuvres incertaines
Il est possible qu'il soit en fait l'auteur du Livre des Causes,, ouvrage inspiré de Proclus ayant eu une grande influence sur la philosophie médiévale et ayant originellement été erronément attribué à Aristote.